# 酷 (YouTuber)
酷（1994年12月20日—），本名里夏爾·康坦·保羅·卡米耶（法語：Richard Quentin Paul Camille）、中文名理查酷，是法國出身的臺灣YouTuber，頻道主題以台灣與法國、韓國文化交流為主還有大量的芋頭相關食品。

## 早年
酷出生於法國南錫，大學就讀南錫的洛林大學南錫高等商學院，大學時曾到臺北石牌地區的飯店實習3個月，後成為韓國漢陽大學交換生，2017年2月畢業後再回到臺灣生活。

## YouTuber
2018年轉型成為全職YouTuber，逐漸建立起自己喜愛芋頭食品的形象，曾與便利超商推出聯名芋頭相關產品，也進而以此成立個人品牌；2018年至2023年中曾與同在台灣工作的馬來西亞籍Youtuber菲歐娜交往，中間也有替蔡前總統拍宣傳片。
2020年12月突破100萬訂閱數，酷與駐法國台北代表處和法國在台協會合作企劃贊助兩件50萬圓夢計劃，由台灣及法國各選一件去對方國家進行圓夢計劃。台灣輔大法文系邱同學於2021年9月赴法國姊妹校交換，同時一圓去法國開美食工作室的夢想，透過分享台灣的料理和文化，促進台法文化交流，讓更多法國人愛上台灣。法國的獲獎者則為贝尔福Necronomi'con協會的會長勞洪（Stéphane Laurent）和副會長卡優（Elodie Cayot），兩人將透過酷提供的獎金，推動台法之間的電競合作。
2025年3月4日，頻道突破200萬訂閱數。

## 獲獎與榮譽
| 年份 | 頒獎典禮名稱          | 獎項       | 入圍者／作品                                                                 | 結果 |
| ---- | --------------------- | ---------- | ---------------------------------------------------------------------------- | ---- |
| 2020 | 第2屆走鐘獎           | 最佳外語獎 | 法國人竟然用台語唱出台灣文化                                                 | 提名 |
| 2020 | 台灣年度YouTube排行榜 | 熱門創作者 | Ku's dream酷的夢-                                                            | 7    |
| 2022 | 第4屆走鐘獎           | OPEN獎     | MIT讓外國人嚇到！國外為什麼沒有 TRYING OUT TAIWANESE INVENTIONS              | 提名 |
| 2022 | 第4屆走鐘獎           | 生命貢獻獎 | 蛙係男子漢 EP1                                                               | 提名 |
| 2022 | 第4屆走鐘獎           | 最佳節目獎 | 我在台灣防疫旅館跟陌生人交了朋友 I MADE FRIENDS WITH STRANGERS IN QUARANTINE | 提名 |

## 個人生活
2023年11月13日，符合居住條件，移民署新北市服務站核發中華民國永久居留證。

## 參看
- 台灣YouTube頻道訂閱人數排行榜